# Арктел
ОАО «АРКТЕЛ» — ныне не существующий (с 2014 года) альтернативный оператор связи, основанный в 1999 году.
Полное наименование — Открытое акционерное общество «АРКТЕЛ».
Компания «АРКТЕЛ» предоставляла комплекс телекоммуникационных услуг, в том числе услуги местной, внутризоновой, междугородной и международной телефонной связи, услуги интеллектуальной связи, комплексную телефонизацию объектов недвижимости, услуги входящей и исходящей связи Центра Обслуживания Вызовов «АРКТЕЛ» и ряд других услуг.
Штаб-квартира компании располагалась в г. Москве по адресу: Бумажный проезд 14/2.
ОАО «АРКТЕЛ» имела филиалы в 10 регионах РФ, в крупных российских городах: Москве, Санкт-Петербурге, Хабаровске, Екатеринбурге, Новосибирске, Краснодаре, Волгограде, Самаре, Нижнем Новгороде и Кирове.

## История
День образования компании 29 сентября 1999 года.
В 2001 году «АРКТЕЛ» объединяется с компанией «Инком-связь». Результатами этой сделки стали большая технологическая база, расширенный пакет предлагаемых услуг и возможность организации доступа в Интернет по выделенным волоконно-оптическим линиям.
В 2002 году «АРКТЕЛ» начинает предлагать услуги комплексной телефонизации «под ключ».
В 2003 году «АРКТЕЛ» выигрывает тендер по телефонизации бизнес-центра класса «А» на 2-й Звенигородской улице (Москва), а в 2004 году завершает работы по комплексной телефонизации 19-этажного торгово-офисного комплекса класса «А» Cherry Tower, общей площадью более 100.000 м².
В 2005 году компания инвестирует в развитие своей сети свыше 7 млн долларов.
Министерство информационных технологий и связи Российской Федерации выделяет компании собственную номерную ёмкость — 10.000 городских телефонных номеров.

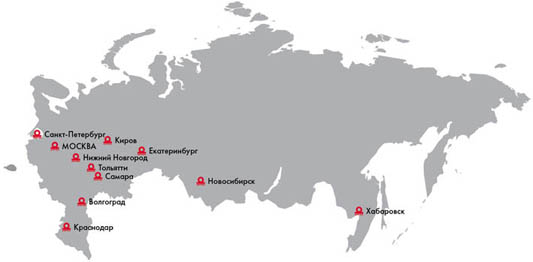
Региональная сеть «АРКТЕЛ»

В 2006 году «АРКТЕЛ» начинает активно развивать собственную сеть региональных представительств, открывает филиалы в Краснодаре, Хабаровске, Новосибирске и Екатеринбурге. В группу компаний «АРКТЕЛ» входят крупные альтернативные операторы в Волгограде (ЗАО «Волготелеком»), Кирове (ООО «Промтек») и Краснодаре (ООО «Южный Телеком»).
В 2007 году «АРКТЕЛ» продолжает развивать собственную сеть региональных представительств и в марте открывает филиал в Нижнем Новгороде. Площадь объектов коммерческой недвижимости в Москве, на которых ОАО «АРКТЕЛ» предоставляет комплексные услуги телефонной связи, услуги по передаче данных и телематические услуги связи, в том числе доступ в Интернет, превысила 2 млн м².
Получено разрешение Государственной Комиссии по радиочастотам на выделение частотного ресурса, предназначенного для строительства сетей в стандарте WiMAX в Краснодаре, Волгограде, Самаре, Кирове, Нижнем Новгороде, Хабаровске, а также в Московской, Ленинградской и Новосибирской областях.
В этом году было проложено около 200 км волоконно-оптической телекоммуникационной сети.
Создан Департамент междугородной и международной связи. Была обеспечена техническая и организационная готовность к оказанию услуг дальней связи.
В 2008 году Министерство информационных технологий и связи РФ присвоили компании «АРКТЕЛ» коды выбора оператора дальней связи: 21 — для междугородной связи и 26 — для международной (Приказ Мининформсвязи РФ № 17 от 4.02.08).
С «АРКТЕЛ» сотрудничают уже более 20.000 компаний и организаций России.
В мае 2008 года Арктел вошёл в состав телекоммуникационного холдинга «Рос-веб»(www.rosweb.ru).
Компанию покидает её основатель Кузнецов Сергей Виленович. «АРКТЕЛ» возглавляют
Варфоломеев Андрей Владимирович (Генеральный директор), Кобцев Александр Анатольевич (Первый заместитель Генерального директора).
По итогам 2008-а года выручка составила 1,44 млрд руб., чистый убыток — 239 млн руб.
2009 год
Январь. Компанию покидает Заместитель Генерального директора — Директор департамента междугородной и международной связи — Пучков Виктор Иванович. Его должность занимает Касаткина Наталья Викторовна.
Март. Компания переходит под управление Открытого Рынка Строительных Инвестиций (www.orsi.su). Меняется руководство компании: компанию покидают Варфоломеев Андрей Владимирович, Кобцев Александр Анатольевич, возглавляет — Хмелевская Алла Евгеньевна (Исполнительный директор). В этот период компанию покидают Клочко Игорь Дмитриевич (Заместитель генерального директора по коммерческой деятельности), Абросимов Сергей Юрьевич (Заместитель генерального директора по операционной деятельности — Финансовый директор). Заместителем генерального директора по коммерческой деятельностина становится Свиридовский Андрей Александрович.
Октябрь. Компания выходит из управления Открытого Рынка Строительных Инвестиций. Меняется руководство компании: компанию покидают Хмелевская Алла Евгеньевна (Исполнительный директор с марта по октябрь 2009 года), Свиридовский Андрей Александрович (Заместитель генерального директора по коммерческой деятельности с апреля по октябрь 2009 года). Возглавляет компанию Фролов Евгений Валентинович (Генеральный директор).
Ноябрь. Штаб-квартира и Московский филиал компании переезжает из офиса на Профсоюзная д. 56 в офис Бумажный проезд д.14/2
По итогам 2009 года выручка уменьшается, чистый убыток увеличивается. Растет задолженность в заработной плате перед сотрудниками компании.
В начале 2010 года в компанию приходит группа кризис — менеджеров (Авакумов Юрий Николаевич (Коммерческий директор), Варечкина Анастасия Борисовна (Финансовый директор), Воронин Андрей Александрович (Советник Генерального директора)), перед которыми ставится задача вывести компанию в операционный ноль.
В летний период группа кризис-менеджеров покидает компанию. В июне 2010 года компанию оставляет Авакумова Ю. Н., в июле Воронин А. А., в августе Касаткина Наталья Викторовна (Директор по телекоммуникациям с января 2009 по август 2010 года).
В мае 2011 года Арбитражный суд Московской области принимает заявление ЗАО «Лидер» (Компания по управлению активами пенсионного фонда) Д. У. НПФ «ГАЗФОНД» о признании ОАО «Арктел» банкротом.
12 октября 2011 года Арбитражный суд Московской области выносит определение о признании требований ЗАО «Лидер» (Компания по управлению активами пенсионного фонда) Д. У. НПФ «ГАЗФОНД» обоснованными и введении процедуры наблюдения в отношении ОАО «Арктел». Временным управляющим ОАО «Арктел» назначается Еремин Александр Михайлович.
С июня 2013 года компания прекратила деятельность — сайт и телефоны не работают, IP-телефония не функционирует.
(не совсем — с мобильного МТС и Мегафон есть доступ, а с МГТС — нет. Войны операторов ?)
ООО «Наша сеть» возможный «преемник», обслуживает большинство телефонных номеров ОАО «Арктел».
В феврале 2014 года на сайте ООО «Наша сеть» (А-тел) появилась новость о том, что срок действия лицензий на предоставление услуг для компании истёк и компания прекращает свою деятельность. В августе 2014 компания объявлена банкротом.

## Собственники и руководство
Акционером компании является ОАО «Московская областная инвестиционная трастовая компания».
Временный управляющий — Еремин Александр Михайлович

## Деятельность
Компания предоставляла комплекс телекоммуникационных услуг: услуги телефонной связи, в том числе междугородной и международной, услуги связи по передаче данных и телематические услуги связи, в том числе организация доступа к сети Интернет по выделенным волоконно-оптическим линиям, услуги интеллектуальной связи, комплексную телефонизацию объектов недвижимости и другие услуги.